# Islám v Česku

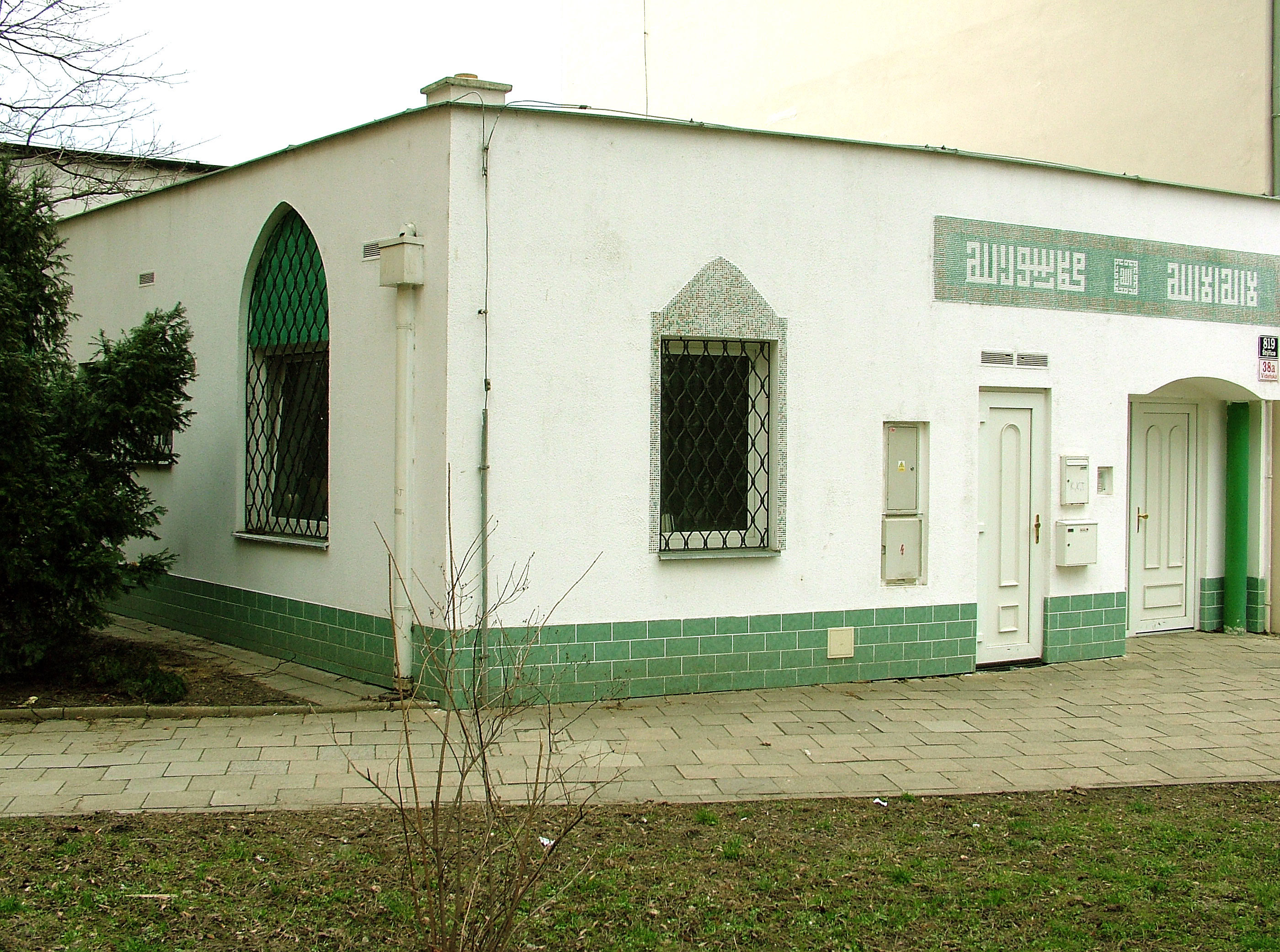
Brněnská mešita

Islám v Česku patří mezi minoritní náboženství. Odhad počtu muslimů v Česku je asi 22 tisíc (asi 0,2 % obyvatel). Dle posledního sčítání lidu v roce 2021 se k islámu přihlásilo 5 132 osob. Téměř všichni muslimové v Česku jsou sunnité.
V České republice funguje zhruba deset mešit a islámských modliteben. Náboženský život se odehrává především ve dvou mešitách v Praze a Brně, které spravují dvě islámské nadace, dále v Teplicích, Hradci Králové, Liberci, Plzni, Karlových Varech a v obci Kolová (okres Karlovy Vary). Disponují knihovnami, pořádají přednášky s islámskou tematikou, společná čtení Koránu, výuku arabštiny i programy pro děti. Pomáhají také v uprchlických táborech a podle možností se účastní duchovní péče o vazebně stíhané a odsouzené muslimy.
Náboženský život se odehrává především ve dvou mešitách v Praze a v Brně, spravovaných kulturními nadacemi s názvem Islámská nadace v Praze a Islámská nadace v Brně. Tato centra jsou otevřena i pro veřejnost. Disponují knihovnami, pořádají přednášky s islámskou tematikou, společná čtení Koránu, výuku arabštiny i programy pro děti. Provizorní pražská mešita fungovala od roku 1992 v nevyhovujících prostorách, skutečná mešita byla dokončena roku 1999. Další modlitebna spojená s kulturním a informačním centrem byla v centru Prahy zprovozněna Islámskou nadací roku 2003. V Praze se k modlitbám schází též skupina muslimů, organizovaná v rámci Všeobecného svazu muslimských studentů v České republice. Turečtí muslimové zřídili v Praze Islámské kulturní středisko pro ČR. V Brně byla otevřena mešita roku 1998 díky pomoci Agentury pro záchranu třetího světa (TWRA) s ústředím ve Vídni. V roce 2004 byly místními úřady odmítnuty plány na stavbu mešity v Orlové.

## Historie
První historicky známá osoba, která navštívila dnešní Česko a měla vědomosti o islámu, byl v 10. století Ibráhím ibn Jákúb, židovský arabsky mluvící kupec z Al-Andalus (dnes Španělsko), který procestoval střední Evropu a navštívil také Prahu. Podle českého historika Dušana Třeštíka nebyl Ibráhím ibn Jákúb pouhým kupcem, neboť na to měl prý příliš rozsáhlé vzdělání a rozhodně se nepohyboval po hlavních obchodních trasách. Třeštík jej považuje za diplomata, neoficiálního vyslance cordóbského chalífy al-Hakama II., který jel navštívit císaře Otu I. do Magdeburku.
„Česká společnost se s islámem seznamovala již ve středověku prostřednictvím muslimských vzdělanců, kteří uchovávali a rozvíjeli antické dědictví. Na počátku novověku referovalo o islámském blízkém Východě několik vzdělaných českých poutníků do Palestiny. Ve více spisech ovšem převládal tón, varující před islámem jako před bludným a nebezpečným náboženstvím. Tento negativní pohled na islám byl posilován strachem z expanze osmanské říše, který byl v Evropě pociťován od pádu Cařihradu (1453) až do první světové války.“ V 16. století to obyvatelé Moravy pocítili na vlastní kůži, když Osmanští Turci ohrožovali její dolní část a část jí i obsadili. Na moravské území vpadli Turci poprvé v roce 1599 v průběhu tzv. dlouhé turecké války. Roku 1663 podnikli Tataři z Krymského chanátu, od 15. století vazalové osmanského sultána, společně s Turky během osmansko-habsburské války několik vpádů na Moravu poté, co padla strategická pevnost Nové Zámky na jižním Slovensku. Tehdy bylo odvlečeno do otroctví na 12 000 obyvatel Moravy. „Čoskoro sa začalo ohavné neslýchané prznenie a znásilňovanie žien a panien“, napsal očitý svědek evangelický farář Štefan Pilárik o ženách, které odvlekli Tataři.
První významnější střet mezi českými vojáky a místní muslimskou populací se odehrál během Rakousko-uherské okupace Bosny a Hercegoviny v roce 1878, když přepadení rakousko-uherské kavalérie místními muslimy ve městě Maglaj, které se změnilo v krveprolití, dalo hovorové češtině slovo „maglajz“ a vedlo k vyhlášení výjimečného stavu v této nové rakousko-uherské državě. Místní povstalci nebrali zajatce a vojákům uřezávali hlavy, nosy, uši a další části těla. Demografický pohyb Rakousko-Uherska přispěl také k tomu, že se na českém území začali usazovat občané muslimského vyznání. V dobách romantismu v 19. století se objevuje zájem o orientální kulturu a i o islám, vzniká minaret v Lednici. Na přelomu století také působili již čeští arabisté, Alois Musil a Bedřich Hrozný.
„K vojenským, obchodním a cestovatelským stykům přibyl kontakt s muslimy jako občany stejného státu po roce 1908, kdy Rakousko-Uhersko anektovalo muslimskou Bosnu a Hercegovinu. Roku 1912 vstoupil v platnost rakouský zákon, jímž byl islám hanafijské právní školy uznán za jedno ze státních náboženství. Ovšem česká muslimská obec se sešla až v novém státním útvaru, Československu, roku 1934. Toho roku se konala ustavující schůze Moslimské náboženské obce pro Československo s ústředím v Praze. K jejímu oficiálnímu uznání ze strany státu však nedošlo z několika příčin. Jednou z nich byl patrně zápas o orientaci obce který proběhl v letech 1935 a 1936 a v němž zvítězilo radikálnější křídlo. Negativní roli sehrálo i právní dědictví, které bylo rozdílné v českých zemích (po Rakousku) a na Slovensku a Podkarpatské Rusi (po Uhersku). K tomu je patrně třeba přičíst i obavy úřadů z organizovaných muslimů. Moslimskou náboženskou obec pro Čechy a Moravu v Praze tak uznala až protektorátní vláda roku 1941. Obec tehdy měla asi sedm set členů a jejím duchovním vůdcem byl bosenský muslim. Aktivními členy byli především čeští konvertité k islámu. Významnou osobností obce byl Hadži Mohamed Abdalláh Brikcius (1903–1959, pravým jménem Alois Bohdan) – antisemita a redaktor časopisu hnutí Vlajka, který udržoval kontakty s pronacistickými arabskými představiteli, v roce 1943 mj. muslimská obec na území protektorátu obdržela 10 000 korun od bývalého Jeruzalémského velkého muftího al-Husajního.[zdroj⁠?!] Zrušením rozhodnutí protektorátní vlády skončila po druhé světové válce i registrace Moslimské náboženské obce.“
„V poválečné době se duchovní život muslimů rozvíjel převážně v soukromí, protože úřady nepovolovaly působení jiných než státem registrovaných náboženských organizací. Během komunistického režimu emigrovali někteří muslimští předáci do zahraničí. Částečné obnovení náboženských svobod v letech 1968–1969 využili čeští muslimové k úsilí o registraci společnosti Yeni Çeri - Sociální organizace Moslimů v Praze, ale tato snaha nepřinesla výsledky.“
„V roce 1991 obnovilo činnost Al-Ittihad Al-Islami - Ústředí muslimských náboženských obcí v Československu, resp. v ČSFR. Náboženské obce se ovšem nepodařilo obnovit a Ústředí (bez právní subjektivity) se soustředilo na informační a koordinační činnost. Předsedou Ústředí byl zvolen Přemysl (Mohamed Ali) Šilhavý, roku 2000 převzal jeho kompetence jako zastupující předseda Vladimír Sáňka. Ústředí obnovilo časopis Hlas, který vycházel nejprve v letech 1937–1945. Roku 1991 byl obnoven pod názvem Hlas Ústředí muslimských náboženských obcí v Československu a vyšel jeho 10. ročník. Úspěchem českých muslimů bylo vydání reprezentativního tisku koránu s komentářem (Svatý Korán) roku 2000 v nakladatelství AMS za pomoci Agentury pro záchranu třetího světa (TWRA).“
V letech 2009- 2010 se vzhledem k silné medializaci terorismu v ČR rychle vytváří protiislámské diskurz, který představuje islám, jako neliberální náboženství, které nemá v demokratické společnosti své místo. Situace se nemění ani v následujících letech, kdy se protiislámská politika stává předmětem několika politických kampaní, a islám je vnímán jako nebezpečný pro společnost.

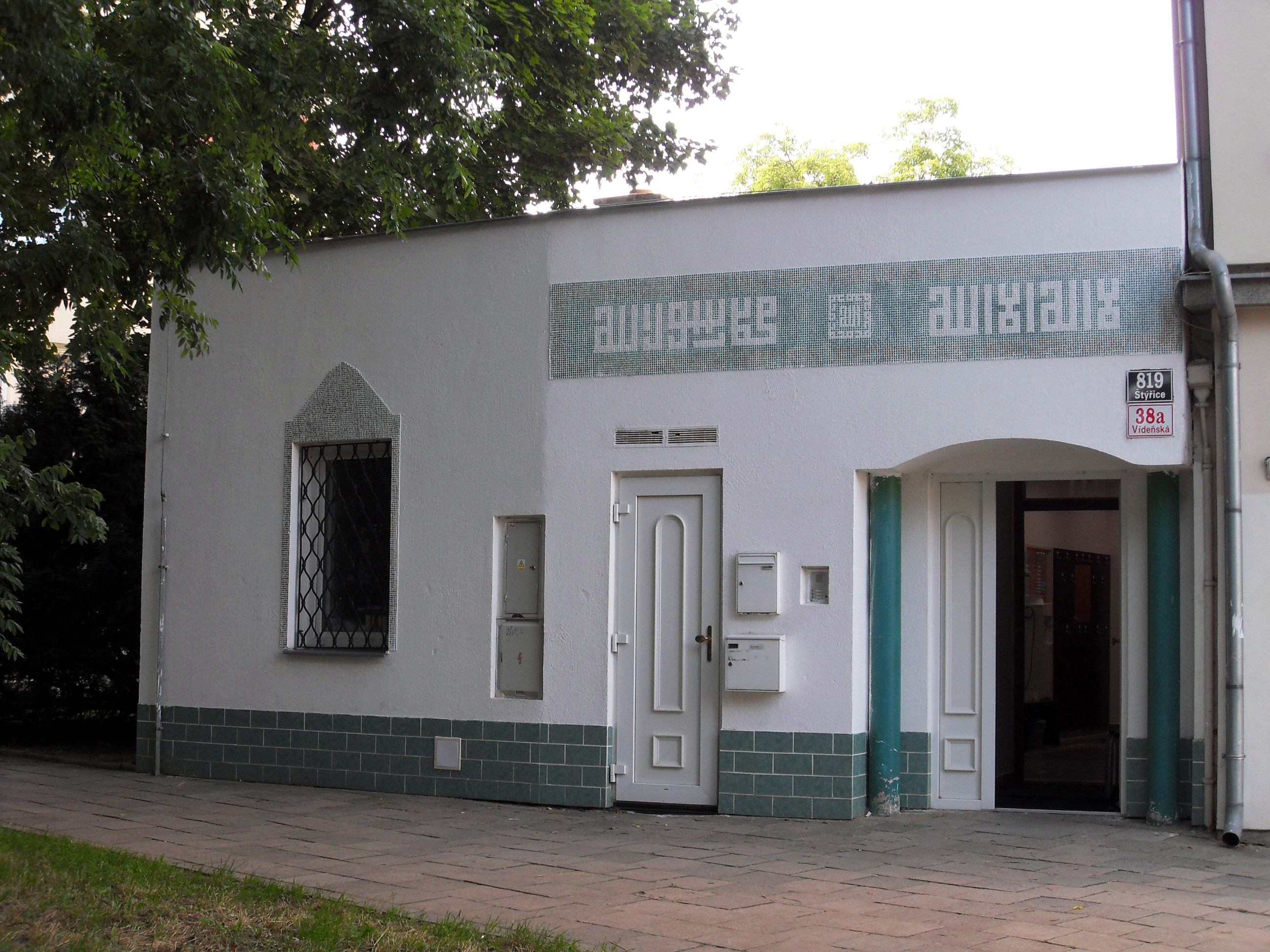
Brněnská mešita
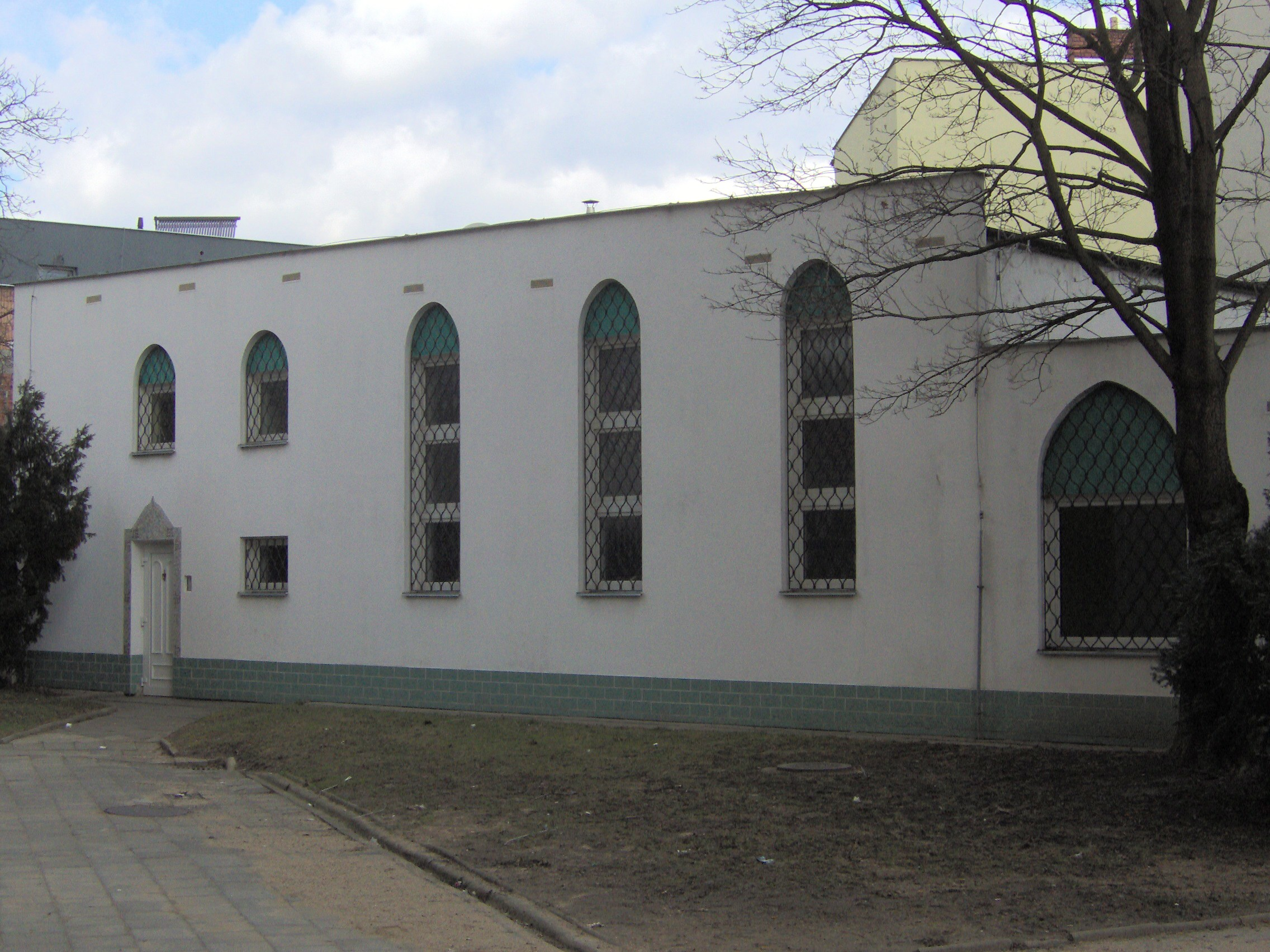
Brněnská mešita
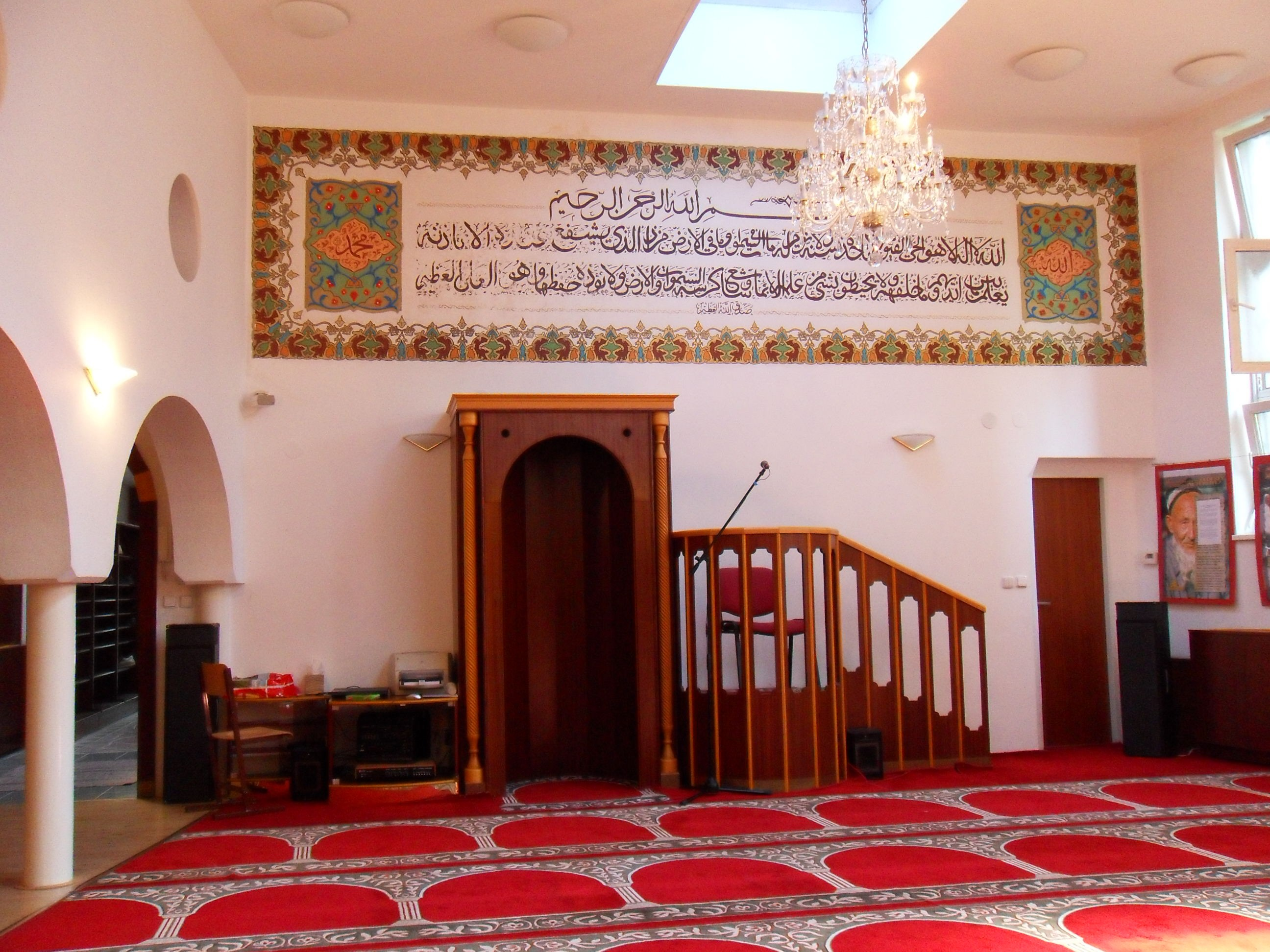
Interiér brněnské mešity
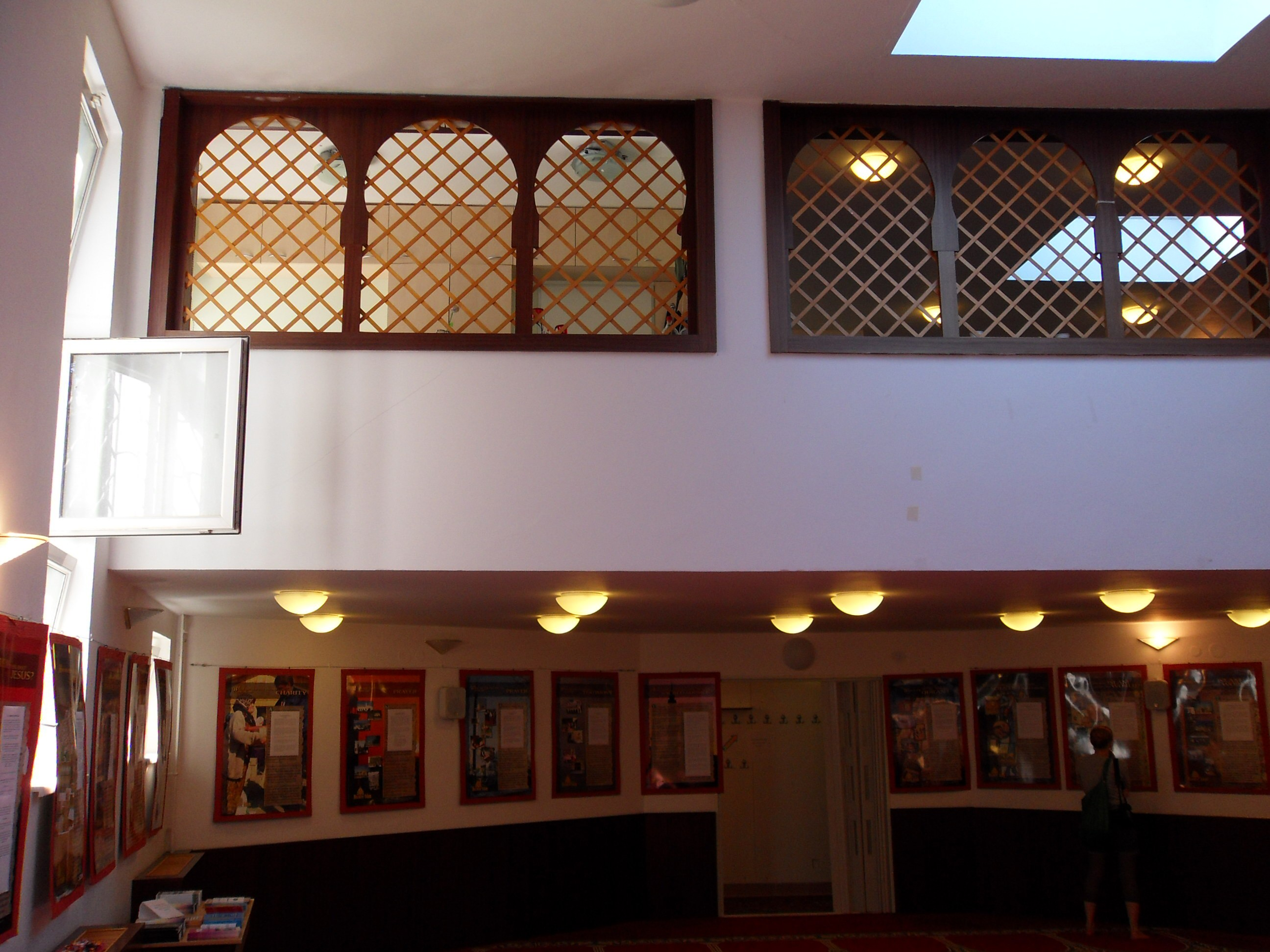
Interiér brněnské mešity

## Organizace muslimů v ČR

### Ústředí muslimských obcí České republiky
Ústředí muslimských obcí České republiky bylo znovu ustaveno začátkem 90. let 20. století. Má sídlo v pražské mešitě na Černém Mostě. Jedná se o zastřešující organizací, pod kterou do konce roku 2015 vznikly samostatné místní muslimské obce v Praze, Brně a Teplicích.

### Všeobecný svaz muslimských studentů v České republice
Byl založen r. 1992 jako nejstarší organizace, které koordinovaly aktivity muslimů v ČR. Působí na celém území, především ve velkých univerzitních městech /Praha, Brno, Olomouc, Ostrava, Hradec Králové a Olomouc/. Sídlí v objektu Muslimské nadace v Praze. Byl založen tehdejším súdánským studentem architektury Muhammadem Abbasem al-Mutasimem, který žije v Česku od r.1988 a v současnosti předsedá Muslimské unii. Svaz sdružuje především zahraniční studenty z muslimských zemí. Studenty kontaktuje především ve školících střediscích pro výuku českého jazyka a snaží se jim poskytnout základní informace o životě v ČR, muslimské komunitě a o aktivitách, na kterých se mohou podílet. Svaz se zaměřuje na osvětovou a vzdělávací činnost.

### Muslimská unie
Byla zaregistrovaná v r. 2000 jako občanské sdružení. Sdružuje převážně české muslimy. Podle jejích stanov je jejím cílem především šíření víry, plánování, zajišťování objektivních informací o islámu a podpora vzdělávací činnosti v oblasti kultury, podpora sociálně slabých, nemocných, živelnými pohromami či jinak postižených muslimů. Také pomoc v rámci zajišťování provozního zázemí v ČR. Jedním ze zakladatelů byl Muhammad Abbas ze Súdánu, který je nyní jeden z mála cizinců v organizaci. Významnou postavou zde byl Miroslav Krakovič, který se zaměřoval na překlady knih a tvorbu internetového portálu unie /www.muslim-inform.cz/. Nyní se k Unii nehlásí a stránky nefungují. Platné fungující stránky jsou nyní www.muslimskaunie.cz/. Počátky unie objevíme již v r. 1999. Většina českých muslimů většinou nehovořících arabsky, cítili nedostatek informací, neporozumění páteční modlitbě, četbě Koránu a hadíthu. Proto se muslimská unie ze začátku zaměřovala především na pomoc českým muslimům na řešení náboženských problémů uvnitř muslimské obce, např. vysvětlování jednotlivých článků víry. V současnosti se specializuje na překlady odborných publikací.
Muslimská unie je jedinou organizací v ČR, která se věnuje médiím aktivně. Ostatní organizace jsou spíše pasivní a reagují pouze na podněty z médií.

### Liga českých muslimů
Vznikla ve snaze postavit islám na legální základ, dokud nedojde ke státnímu uznání islámu. Založil ji Dr. Petr Pelikán s profesorem Šilhavým. V lize se měli sdružovat čeští konvertité. Tato myšlenka se však neujala.

### Islámský svaz
Byl založen roku 1990 a u ministerstva vnitra je oficiálně registrován jako kulturní a společenská organizace. U jeho vzniku stál český konvertita Ing. Sálim Vladimír Voldán. Udržoval četné styky s misijními centry v zahraničí a jeho zaujetí pro súfismus ho vzdálilo od zde většinového sunnitského islámu.

### Internetové muslimské komunity
Jedná se o muslimské komunity, které své názory prezentují prostřednictvím internetu. Nejedná se o muslimskou organizaci typu občanského sdružení či kulturních organizací. Je to skupina lidí, které sdílejí společné názory a chtějí se podělit o své zkušenosti. Většina z těchto členů jsou členy některé z muslimských organizací v ČR. Konvertité jsou často s těmito komunitami ve spojení.

### Liberální muslimové
Jedná se o skupinu převážně českého a slovenského původu. Distancuje se od radikálních projevů skupin v muslimském světě. Snaží se ukázat jinou tvář islámu, než jak ji prezentují média ve spojitosti s násilnými a teroristickými akcemi. Snaží se objektivně informovat širokou veřejnost o náboženském systému islámu, jeho historii, věrouce a životě muslimské komunity v různých koutech světa.

## Muslimská komunita

Věková struktura Ústředí muslimských obcí v České republice roku 2011

### Statistika
V roce 1998 bylo v Česku přibližně 600 angažovaných muslimů, přičemž desetinu z nich měli tvořit etničtí Češi a zbytek „cizinci“.
Při sčítání lidu v roce 2001 se k islámu přihlásilo 3699 v ČR trvale žijících obyvatel, při sčítání lidu v roce 2011 to bylo 3358 osob. Tato čísla ale mohou být nepřesná, neboť uvádění náboženské příslušnosti je dobrovolné.
Představitelé muslimů odhadli, že při svátcích se v roce 2004 v mešitách vystřídalo celkem asi 1 500 muslimů, z toho je údajně asi 400 českých konvertitů k islámu.
Podle sociologického výzkumu o životě muslimů v Česku zveřejněného ministerstvem vnitra v ČR v roce 2007 žilo tehdy v Česku 11 235 muslimů, přes dvě třetiny z nich pocházely z turecké a arabské sunnitské větve. Největší část imigrantů pocházela z Iráku, Jemenu, Sýrie, Egypta, Libye, ale i z Afghánistánu nebo Bosny a Hercegoviny.
K roku 2017 žilo v Česku podle odhadů odborníků asi 22 tisíc muslimů (asi 0,2 % obyvatel).

### Různorodost muslimské komunity v Česku
V Česku proběhly dvě migrační vlny muslimů. První vlna proběhla v 70.–80. letech 20. století, kdy do socialistického Československa přijížděly stovky studentů ze spřátelených islámských zemí, aby studovali především medicínu a technické obory. Mnozí se po ukončení studia rozhodli v Československu zůstat, založili rodiny a získali české státní občanství. Druhá migrační vlna je co do kompozice pestřejší, tvoří ji především osoby s trvalým pobytem, s dlouhodobým pobytem, s azylem a občanstvím, které přišly na teritorium státu po roce 1989.
Heterogenita muslimské komunity v Česku je dána zejména různorodým složením muslimů podle země původu. Podle dat z roku 2009 jsou v ČR zastoupeny následující subcivilizace muslimů:
- turkická sunnitská (67,9 %) – Albánie, Ázerbájdžán, Čečensko, Bosna a Hercegovina, Bulharsko, Gruzie, Kazachstán, Kyrgyzstán, Makedonie, Srbsko, Černá Hora, Turecko, Turkmenistán, Uzbekistán,
- arabská sunnitská (21,9 %) – Bahrajn, Irák, Katar, Kuvajt, Libanon, Jemen, Jordánsko, Omán, Palestina, Saúdská Arábie, Spojené arabské emiráty, Sýrie, Alžírsko, Egypt, Libye, Maroko, Niger, Senegal, Tunisko,
- indoárijská sunnitská (5,8 %) – Afghánistán, Bangladéš, Pákistán,
- perská šíitská (2,4 %) – Írán, Tádžikistán,
- indomalajská sunnitská (2 %) – Indonésie, Malajsie.

| Stát                    | 1994 | 1998 | 2002 | 2006  | 2010  | 2014  | 2018  | 2022  |
| ----------------------- | ---- | ---- | ---- | ----- | ----- | ----- | ----- | ----- |
| Kazachstán              | 31   | 2009 | 2159 | 2379  | 4243  | 5000  | 6174  | 8945  |
| Turecko                 | 223  | 392  | 380  | 807   | 1377  | 1620  | 3109  | 4560  |
| Uzbekistán              | 2    | 61   | 104  | 496   | 1787  | 1582  | 2266  | 3352  |
| Bosna a Hercegovina     | 720  | 1402 | 1602 | 1727  | 2168  | 1902  | 2384  | 2384  |
| Ázerbájdžán             | 28   | 43   | 133  | 195   | 674   | 812   | 1293  | 1820  |
| Egypt                   | 162  | 193  | 155  | 273   | 545   | 728   | 1151  | 1576  |
| Sýrie                   | 364  | 423  | 314  | 394   | 548   | 678   | 1348  | 1505  |
| Kosovo                  | ?    | ?    | ?    | ?     | 578   | 1085  | 1296  | 1479  |
| Kyrgyzstán              | 1    | 84   | 228  | 324   | 572   | 564   | 1025  | 1369  |
| Tunisko                 | 114  | 217  | 189  | 349   | 608   | 774   | 1087  | 1365  |
| Írán                    | 114  | 156  | 118  | 145   | 327   | 353   | 763   | 1200  |
| Nigérie                 | 49   | 160  | 185  | 285   | 544   | 617   | 756   | 1058  |
| Bangladéš               | 38   | 59   | 35   | 54    | 117   | 143   | 667   | 993   |
| Pákistán                | 62   | 292  | 197  | 266   | 471   | 526   | 633   | 903   |
| Alžírsko                | 165  | 666  | 381  | 526   | 641   | 684   | 759   | 882   |
| Albánie                 | 57   | 134  | 150  | 208   | 289   | 272   | 461   | 663   |
| Irák                    | 212  | 192  | 157  | 212   | 323   | 297   | 552   | 597   |
| Maroko                  | 54   | 144  | 111  | 173   | 215   | 254   | 382   | 541   |
| Indonésie               | 17   | 22   | 46   | 85    | 163   | 167   | 312   | 510   |
| Afghánistán             | 184  | 154  | 98   | 133   | 300   | 216   | 402   | 484   |
| Libanon                 | 188  | 194  | 173  | 240   | 297   | 304   | 356   | 426   |
| Jordánsko               | 152  | 167  | 137  | 193   | 214   | 237   | 287   | 424   |
| Libye                   | 207  | 268  | 271  | 323   | 177   | 193   | 227   | 267   |
| Jemen                   | 173  | 154  | 145  | 190   | 209   | 191   | 226   | 221   |
| Malajsie                | 14   | 11   | 15   | 107   | 387   | 323   | 198   | 221   |
| Palestina               | 0    | 56   | 78   | 110   | 133   | 156   | 196   | 209   |
| Tádžikistán             | 0    | 30   | 46   | 58    | 142   | 115   | 200   | 198   |
| Saúdská Arábie          | 4    | 6    | 36   | 54    | 67    | 157   | 167   | 94    |
| Pobřeží slonoviny       | 1    | 16   | 11   | 45    | 66    | 75    | 83    | 90    |
| Guinea                  | 75   | 37   | 28   | 48    | 68    | 75    | 77    | 87    |
| Senegal                 | 23   | 36   | 27   | 41    | 55    | 52    | 63    | 85    |
| Súdán                   | 100  | 72   | 49   | 45    | 58    | 46    | 70    | 81    |
| Turkmenistán            | 3    | 13   | 15   | 21    | 40    | 37    | 63    | 73    |
| Maledivy                | 0    | 2    | 3    | 4     | 2     | 2     | 6     | 64    |
| Omán                    | 1    | 1    | 1    | 1     | 0     | 0     | 34    | 36    |
| Somálsko                | 6    | 0    | 1    | 8     | 9     | 2     | 14    | 31    |
| Mali                    | 22   | 15   | 13   | 30    | 29    | 28    | 28    | 30    |
| Sierra Leone            | 2    | 2    | 3    | 5     | 12    | 11    | 20    | 22    |
| Kuvajt                  | 9    | 11   | 55   | 30    | 19    | 21    | 25    | 20    |
| Burkina Faso            | 6    | 6    | 5    | 11    | 15    | 15    | 18    | 19    |
| Gambie                  | 0    | 2    | 1    | 4     | 8     | 11    | 12    | 19    |
| Bahrajn                 | 25   | 64   | 48   | 30    | 15    | 9     | 18    | 17    |
| Guinea-Bissau           | 3    | 16   | 10   | 13    | 6     | 18    | 18    | 17    |
| Eritrea                 | 0    | 5    | 4    | 3     | 2     | 2     | 21    | 14    |
| Spojené arabské emiráty | 5    | 5    | 6    | 7     | 6     | 7     | 9     | 13    |
| Čad                     | 4    | 5    | 6    | 7     | 7     | 6     | 7     | 7     |
| Mauritánie              | 4    | 1    | 2    | 3     | 4     | 6     | 4     | 3     |
| Džibutsko               | 0    | 0    | 0    | 1     | 3     | 1     | 2     | 2     |
| Niger                   | 2    | 17   | 4    | 2     | 3     | 2     | 3     | 2     |
| Komory                  | 0    | 0    | 1    | 0     | 0     | 0     | 0     | 1     |
| Katar                   | 1    | 1    | 1    | 1     | 0     | 0     | 0     | 0     |
| Celkem                  | 3627 | 8016 | 7937 | 10666 | 18543 | 20376 | 29272 | 38979 |

Svou roli v komunitě sehrávají jazykové bariéry. Páteční bohuslužba v modlitebnách v Česku probíhá obvykle ve dvou jazycích - arabština/čeština. Výjimku tvoří pražská modlitebna na Palmovce, kde bohoslužba probíhá v turečtině/češtině a vychází tak vstříc velké části muslimů v Česku, kteří mluví turecky a neovládají češtinu či arabštinu.
Podle pana Topinky lze v muslimské komunitě identifikovat tyto skupiny muslimů:
- muslimové jádra a muslimové periferie nebo
- Arabové, ostatní a konvertité

### Vnímání islámu v rámci české muslimské komunity
Výzkumy ukazují, že muslimská komunita na území České republiky se dá rozdělit na muslimy praktikující a nepraktikující.
- Praktikující muslim – striktně dbá na dodržování norem týkajících se islámu, považuje se za "dobrého" muslima, zasazuje se o uplatňování práva šarí'a, hlásí se k obnově islámu podle předků, je "angažovaným věřícím" (aktivně se zapojuje do činnosti komunity, je ochotný islám reprezentovat na veřejnosti), někteří vyjadřují touhu po islamizaci společnosti.
- Nepraktikující muslim – byl v islámu socializován, ale po mnoha desítkách let pobytu mimo svou zemi ho již nepraktikuje, případně se vzdal dodržování některých norem a pravidel, která považuje v českém prostředí za přísná či zbytečná.

Islám je českou muslimskou komunitou pokládán za dobrý následováníhodný vzor. Je dokonalý, nedokonalost zůstává lidem. Má globální transnacionální rozměr – spojuje všechny muslimy na celém světě do jedné komunity, je jednotícím prvkem, základem „hezkého chování k ostatním lidem, k muslimům“. Hodnoty islámu jsou podle muslimů správné, nejvyšší a nezpochybnitelné. Popírat islám znamená popírat základní principy života, život jako takový. Islám je neoddělitelný od společnosti a sjednocuje jednotlivé systémy, které moderní společnost oddělila, do jednoho. „To je systém, …, sociální systém, politický systém, jako islám je dokonalý v tomhletom směru...“. Podle muslimů eliminuje patologické jednání a jevy tím, že podporuje vzájemnou mezilidskou solidaritu. Pro některé představuje alternativu dvou nenaplněných vizí – socialismu a kapitalismu. Islám je schopen uzdravit společnost, která není schopna řešit své vlastní problémy. Všude tam, kde není islám, je podle muslimů prostor pro patologické společenské jevy.
Obrana islámu před stigmatizací zvenčí komunitu mobilizuje a uchylují se k ní i ti, kteří jsou spíše nepraktikujícími muslimy.
Být muslimem v Česku znamená podle muslimů samotných respektovat islám, oddat se mu a současně se umět vyrovnat s připsanou cizostí. Muslimové při provádění těchto praktik v novém prostředí čelí mnohým překážkám. V rozhovorech uváděli nespočet příkladů, kdy museli hledat kompromis či vynalézat nový způsob, jak pravidla dodržovat tam, kde jejich praktikám nerozumí či pro ně nemají pochopení.
- dodržování předpisů týkajících se stravy (halál) – nákup potravin ve speciálních halál obchodech či v mešitách, vyjednávání se vzdělávacími zařízeními, aby děti nekonzumovaly vepřové maso, dovoz halál potravin ze zahraničí, vlastní potravinová soběstačnost, nedůvěra k tomu, co kupují, resp. k tomu, co je psáno na etiketách (obavy z neuváděného přidávání vepřového masa a produktů do potravinových výrobků)
- zahalování žen na veřejnosti – čeští muslimové vnímají, že ve srovnání se Západem zahalená žena ještě pořád budí velkou pozornost a navíc je velmi často vystavena slovním i fyzickým útokům, proti některým zahaleným ženám jsou vedeny téměř "hony na čarodějnice", kdy islamofobové sepisují petice pro vyloučení zahalených studentek z gymnázia apod.
- sňatková politika – podle zásad islámu není možné uzavřít sňatek muslimky s nemuslimem, opačně to není problém. V české muslimské komunitě existují tři varianty přípustnosti mezietnického sňatku: zásadní odmítnutí, akceptaci za jistých podmínek a ponechání svobodné volby. Muslim se může oženit s nemuslimkou, je-li to nemuslimka věřící, a to z toho důvodu, aby v jejich rodině panovala důležitá jednota v otázce společné výchovy dětí.
- zakát (almužna pro chudé) – čeští muslimové většinou dávají peněžní dary chudým lidem ze svého nejbližšího okolí.

## Kritika a kontroverze
Kritika islámu se v Česku projevuje například odmítáním jeho vnějších projevů, jako je zahalování muslimských žen nebo odporem k výstavbě mešit, příkladem jsou nerealizovaná teplická a orlovská mešita pro potřeby zahraničních lázeňských hostů. Nárůst antiislamismu a islamofobie je důsledkem migrační krize a strachu z islámského terorismu. Tyto postoje také podněcuje politika. Například Iniciativy Islám v České republice nechceme v čele s Martinem Konvičkou, která usiluje o postavení islámu mimo zákon. Antiislámské tendence se objevují i v postojích dalších stran, zejména nacionalisticky vyhraněných jako je Svoboda a přímá demokracie Tomio Okamury nebo Národní demokracie Adama Bartoše. Za zmínku stojí také některé postoje a výroky bývalého prezidenta Miloše Zemana, který například komentoval studentskou výzvu "Vědci proti strachu a xenofobii" slovy "Každý ze signatářů výzvy vědců k toleranci by si měl vzít domů alespoň jednoho uprchlíka" a při státním svátku 17. listopadu 2015 vystoupil na podiu po boku Martina Konvičky.
Tyto antiislámské postoje se projevují i v kultuře. Například v albu Mešita od skupiny Ortel. Nebo v knihách jako je Sex, drogy a islám od Martina Konvičky, kde autor varuje před islamizací Evropy, v knize Řád od Davida Ratha, které pojednává o budoucnosti Evropy ovládnuté islámem nebo v knize Kláry Samkové s názvem "Proč islám nesmí do Česka".
V roce 2005 Česká televize odvysílala dokument "Já, muslim", který mapuje muslimskou komunitu nejen z mešity v Praze na Černém Mostě. Mj. v něm muslimský duchovní obhajuje sebevražedné útoky a přirovnává je k činu Jana Palacha.

### Střídání imámů
Pražská mešita vystřídala od roku 2002 několik Imámů. Prvním byl Kamar al-Badawí, který je absolventem univerzity al-Azhar, která je velice liberální. Dalším Imámem byl Emir Omić, kterého v roce 2019 nahradil Lenoid Kušnarenko. Ten byl ovšem měsíc po svém zvolení islámskou obcí odvolán, kvůli jeho nabádání k vyzbrojení muslimů a podezření na kontakty s představiteli radikálního islámu, islamismu. Jeho funkci přebral místopředseda Vladimír Sáňka, který byl ovšem před několika lety trestně stíhaný za šíření radikální islamistické knihy. Byl však zproštěn obžaloby.

### Kázání proti židům
V roce 2008 způsobil kontroverzní projev muslimského kazatele Lukáše Větrovce rozpory mezi brněnskými muslimy a zástupci židovských a křesťanských organizací. Projev, který se konal v brněnské mešitě ve Vídeňské ulici obsahoval výroky o válce proti Židům a také o jejich zabíjení. V rekci na tuto situaci vznikla petice proti náboženské nesnášenlivosti.

### Kauza Základy Tauhídu
Na jaře roku 2014 byla příslušníky Útvaru pro odhalování organizovaného zločinu provedena razie u Václavského náměstí a na Černém Mostě v místech, kde se schází muslimové, a to kvůli podezření z vydání a distribuce salafistické knihy Základy Tauhídu – Islámský koncept Boha, která podle trestního oznámení propagovala náboženskou nenávist. Obvinění z šíření nenávistné literatury bylo vzneseno proti tehdejšímu řediteli Islámského centra v Praze Vladimíru Sáňkovi, ten se bránil tím že jde o čistě teologickou knihu, která je v západních zemích běžně v distribuci. V roce 2018 rozhodl Městský soud v Praze, že se Sáňka trestného činu nedopustil. V roce 2020 mu za nezákonné trestní stíhání bylo soudem přiznáno odškodné.
K desetiletému výročí policejního zásahu (viz výše) uveřejnil v dubnu 2024 Náboženský infoservis článek reflektující zmíněné události i vývoj postavení muslimské komunity v českém prostředí.

### Kauza pražského imáma
Bývalý pražský imám Samer Shehadeh byl obviněn z podpory terorismu a napomáhání k terorismu. Toho se měl dopustit tím že svému bratrovi Omarovi a jeho ženě Fátimě (dříve Kristýně) Hudkové pomohl vycestovat do Sýrie a připojit se k teroristické skupině Frontě an-Nusrá. V roce 2020 byl odsouzen k 10 letům odnětí svobody za účast na teroristické skupině a financování terorismu. V dubnu 2021 uzavřel dohodu o vině a trestu dalších 4,5 let vězení za shánění finančních prostředků pro teroristickou organizaci.